# Испанские дети в СССР
Испанские дети (исп. Niños de Rusia, дословно: дети из России) — название группы детей из семей республиканцев, которых в 1937 и 1938 годах вывезли из Испании в СССР с целью спасти от военных действий во время Гражданской войны в Испании.

## История

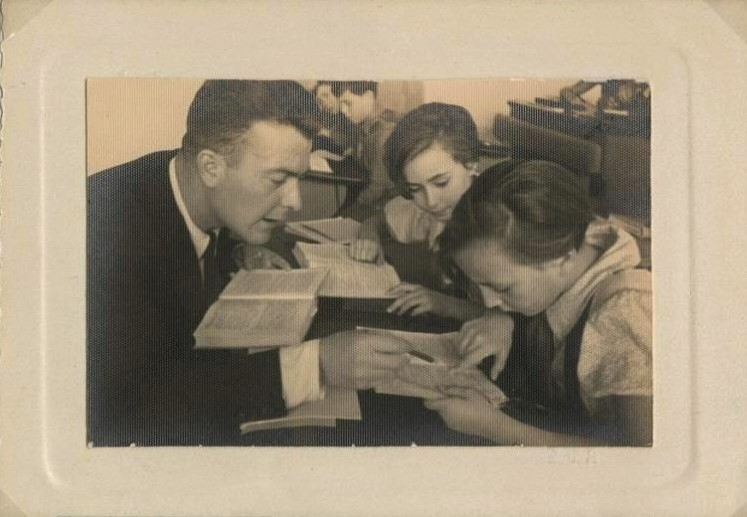
Испанские дети на занятиях в школе. Конец 1930-х. Фото С. Струнникова

В 1937—1938 годах из Испании было эвакуировано более 34 тысяч детей из семей республиканцев с целью спасти от военных действий. Число испанских детей по странам прибытия:
- Франция — около 20 тысяч человек;
- Бельгия — 5 тысяч;
- Великобритания — 4 тысячи.

Всего в СССР в составе четырёх партий прибыло 2895 детей.
Большая часть детей происходила из Страны Басков, Астурии и Кантабрии, районов, отрезанных на севере мятежниками от остальной страны. Возраст детей был от 5 до 12 лет. С детьми поехала небольшая группа взрослых в качестве воспитателей. Позже, уже в детских домах, с детьми работало около 1400 учителей, воспитателей, врачей, среди них 159 человек были испанцы.
Из воспоминаний Хотиной Гертруды Александровны — учительницы школы № 1 (ныне № 500) в 1935—1941 годах об обучении испанцев в советской школе:
«В 1937 году в разгар борьбы патриотов Испании с фашистами советские школы, верные интернациональному долгу, гостеприимно открыли двери испанским детям. Наша пушкинская школа была в числе первых, где были организованы классы для испанских детей».
Елена Висенс, касаясь данной темы, в частности упоминает: «К концу 1938 года в СССР было 15 детских домов для испанских детей: десять в РСФСР (среди которых один — N10 в городе Пушкине под Ленинградом — специально для дошкольников), а пять других — на Украине. В России детские дома в основном были сосредоточены под Москвой и Ленинградом и для их создания были использованы дома отдыха ВЦСПС, старые дворянские особняки. Так, в подмосковном Солнечногорске для размещения был использован профсоюзный дом отдыха в бывшем живописном поместье фабриканта Кноппа на озере Сенежское, упоминаемом с тех пор и до настоящего времени не иначе как „дом испанцев“(!). На Украине эти детские дома создали в Одессе, Херсоне, Киеве и Харькове. Во время Великой Отечественной войны большинство „испанских детских домов“ было эвакуировано в Среднюю Азию, Башкирию, Поволжье, на Северный Кавказ и в Грузию. Весной 1944 года более тысячи детей вновь были привезены в Подмосковье, часть осталась в Грузии, Крыму, Саратове.».

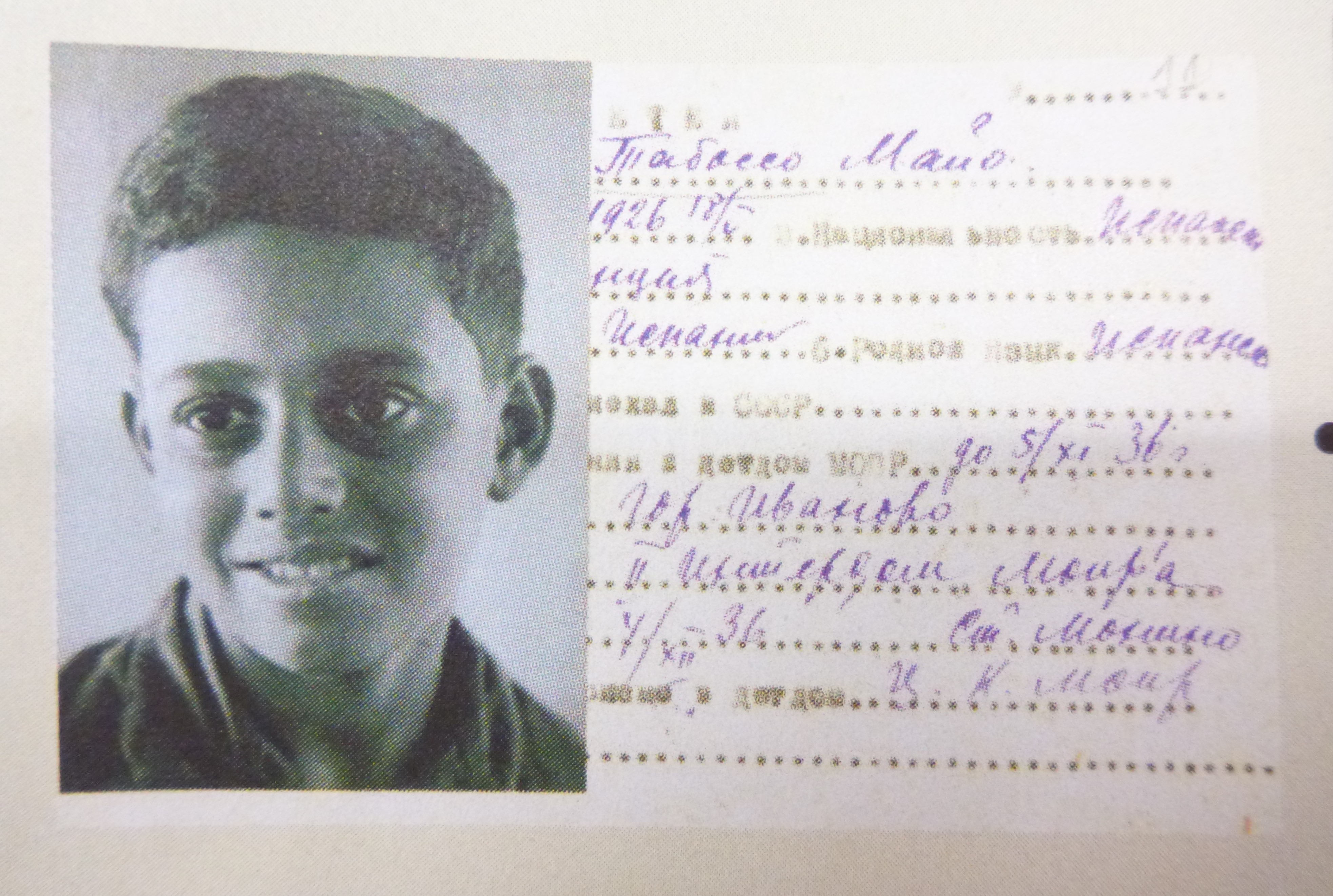
Учетная карточка воспитанника советского детского дома Майо Табоссо

Большинство привезённых детей поместили в детские дома, деятельность которых курировал специально созданный «Отдел детских домов специального назначения» при наркомате просвещения СССР.
- Одним из детских домов, в котором размещали прибывших из Испании детей, был детский дом № 5 на станции Обнинское Калужской области[6].
- В 1937—1938 годах в Тишковский Дом отдыха из Испании прибыла группа детей-сирот, которые осели на подмосковной земле. В дальнейшем многие из них работали на московских заводах.

Детей, вывезенных в Бельгию, Великобританию, Францию, Данию, Швейцарию и Мексику, разместили в семьях. Основная часть этих детей была репатриирована в Испанию в 1939 году. Вывезенные в СССР дети оставались здесь довольно продолжительный период времени. Часть из них возвратилась в Испанию между 1956 и 1959 годами, часть выехала на Кубу, но многие остались в СССР.
В 1957 году между советским и испанским руководством был подписан договор о возвращении «детей» на родину. 21 января, при посредничестве Красного Креста советский пароход «Крым» привез в Испанию 412 испанцев.
Повзрослевшие дети испанских коммунистов и революционеров приняли участие в Великой Отечественной войне советского народа, получив многочисленные награды и став героями (Рубен Ибаррури и другие).

## В спорте
В чемпионате СССР по футболу играли эвакуированные из Испании Хесус Варела-Савела, Агустин Гомес Пагола, Руперто Сагасти, а также родившиеся в СССР дети испанских эмигрантов в СССР Немесио Посуэло и Хуан Усаторре. Известными спортсменами стали сыновья вывезенных испанок хоккеист Валерий Харламов и баскетболист Хосе Бирюков.